# Grand Prix mondial de volley-ball 1994
Navigation
Grand Prix 1993 Grand Prix 1995
Le 2e Grand Prix mondial de volley-ball féminin s'est déroulé s'est déroulé du 19 août au 11 septembre 1994.
Le tournoi final s'est joué à Shanghai en Chine du 9 septembre au 11 septembre 1994.

## Équipes participantes
| Europe                           | Amérique                     | Asie                            |
| -------------------------------- | ---------------------------- | ------------------------------- |
| Allemagne Italie Pays-Bas Russie | Brésil Cuba États-Unis Pérou | Chine Corée du Sud Japon Taïwan |

## Tournois Préliminaires

### Premier week-end
| Groupe A                                              | Groupe B                               | Groupe C                                   |
| ----------------------------------------------------- | -------------------------------------- | ------------------------------------------ |
| Site : Séoul Allemagne Corée du Sud États-Unis Italie | Site : Taipei Cuba Japon Russie Taïwan | Site : Jakarta Brésil Chine Pays-Bas Pérou |

#### Groupe A (Séoul)
| Rang | Équipe       | Point | J | G | P | PP | PC | Ratio | SP | SC | Ratio |
| 1    | États-Unis   | 6     | 3 | 3 | 0 | 9  | 4  | 2,250 |    |    | 1.117 |
| 2    | Corée du Sud | 5     | 3 | 2 | 1 | 8  | 4  | 2,000 |    |    | 1.299 |
| 3    | Italie       | 4     | 3 | 1 | 2 | 6  | 7  | 0,857 |    |    | 0.959 |
| 4    | Allemagne    | 3     | 3 | 0 | 3 | 1  | 9  | 0,111 |    |    | 0.689 |

#### Groupe B (Taipei)
| Rang | Équipe         | Point | J | G | P | PP | PC | Ratio | SP | SC | Ratio |
| 1    | Cuba           | 6     | 3 | 3 | 0 | 9  | 2  | 4,500 |    |    | 1.630 |
| 2    | Japon          | 5     | 3 | 2 | 1 | 6  | 5  | 1,200 |    |    | 1.131 |
| 3    | Russie         | 4     | 3 | 1 | 2 | 7  | 7  | 1,000 |    |    | 1.012 |
| 4    | Taipei chinois | 3     | 3 | 0 | 3 | 1  | 9  | 0,111 |    |    | 0.497 |

#### Groupe C (Jakarta)
| Rang | Équipe   | Point | J | G | P | PP | PC | Ratio | SP | SC | Ratio |
| 1    | Brésil   | 6     | 3 | 3 | 0 | 9  | 1  | 9,000 |    |    | 1.850 |
| 2    | Chine    | 5     | 3 | 2 | 1 | 7  | 3  | 2,333 |    |    | 1.298 |
| 3    | Pays-Bas | 4     | 3 | 1 | 2 | 3  | 6  | 0,500 |    |    | 0.825 |
| 4    | Pérou    | 3     | 3 | 0 | 3 | 0  | 9  | 0,000 |    |    | 0.400 |

### Deuxième week-end
| Groupe D                                       | Groupe E                                         | Groupe F                                |
| ---------------------------------------------- | ------------------------------------------------ | --------------------------------------- |
| Site : (Bangkok Cuba Corée du Sud Italie Pérou | Site : Tokyo Allemagne États-Unis Japon Pays-Bas | Site : Macao Brésil Chine Russie Taïwan |

#### Groupe D (Bangkok)
| Rang | Équipe       | Point | J | G | P | PP | PC | Ratio | SP | SC | Ratio |
| 1    | Cuba         | 6     | 3 | 3 | 0 | 9  | 1  | 9,000 |    |    | 1.706 |
| 2    | Corée du Sud | 5     | 3 | 2 | 1 | 7  | 3  | 2,333 |    |    | 1.473 |
| 3    | Italie       | 4     | 3 | 1 | 2 | 3  | 6  | 0,500 |    |    | 0.664 |
| 4    | Pérou        | 3     | 3 | 0 | 3 | 0  | 9  | 0,000 |    |    | 0.537 |

#### Groupe E (Tokyo)
| Rang | Équipe     | Point | J | G | P | PP | PC | Ratio | SP | SC | Ratio |
| 1    | Japon      | 6     | 3 | 3 | 0 | 9  | 2  | 4,500 |    |    | 1.500 |
| 2    | États-Unis | 5     | 3 | 2 | 1 | 8  | 3  | 2,666 |    |    | 1.440 |
| 3    | Pays-Bas   | 4     | 3 | 1 | 2 | 3  | 7  | 0,428 |    |    | 0.698 |
| 4    | Allemagne  | 3     | 3 | 0 | 3 | 1  | 9  | 0,111 |    |    | 0.644 |

#### Groupe F (Macao)
| Rang | Équipe         | Point | J | G | P | PP | PC | Ratio | SP | SC | Ratio |
| 1    | Brésil         | 6     | 3 | 3 | 0 | 9  | 1  | 9,000 |    |    | 1.652 |
| 2    | Chine          | 5     | 3 | 2 | 1 | 7  | 4  | 1,750 |    |    | 1.327 |
| 3    | Russie         | 4     | 3 | 1 | 2 | 4  | 6  | 0,666 |    |    | 0.820 |
| 4    | Taipei chinois | 3     | 3 | 0 | 3 | 0  | 9  | 0,000 |    |    | 0.467 |

### Troisième week-end
| Groupe G                                   | Groupe H                                     | Groupe I                                               |
| ------------------------------------------ | -------------------------------------------- | ------------------------------------------------------ |
| Site : (Fukuoka Brésil Italie Japon Russie | Site : Guangzhou Allemagne Chine Cuba Taïwan | Site : (Manille Corée du Sud États-Unis Pays-Bas Pérou |

#### Groupe G (Fukuoka)
| Rang | Équipe | Point | J | G | P | PP | PC | Ratio | SP | SC | Ratio |
| 1    | Japon  | 6     | 3 | 3 | 0 | 9  | 5  | 1,800 |    |    | 1.161 |
| 2    | Russie | 5     | 3 | 2 | 1 | 8  | 7  | 1,142 |    |    | 1.052 |
| 3    | Brésil | 4     | 3 | 1 | 2 | 7  | 6  | 1,166 |    |    | 1.051 |
| 4    | Italie | 3     | 3 | 0 | 3 | 3  | 9  | 0,333 |    |    | 0.730 |

#### Groupe H (Guangzhou)
| Rang | Équipe         | Point | J | G | P | PP | PC | Ratio | SP | SC | Ratio |
| 1    | Cuba           | 6     | 3 | 3 | 0 | 9  | 1  | 9,000 |    |    | 1.765 |
| 2    | Chine          | 5     | 3 | 2 | 1 | 7  | 3  | 2,333 |    |    | 1.272 |
| 3    | Allemagne      | 4     | 3 | 1 | 2 | 3  | 7  | 0,428 |    |    | 0.818 |
| 4    | Taipei chinois | 3     | 3 | 0 | 3 | 1  | 9  | 0,111 |    |    | 0.547 |

#### Groupe J (Manille)
| Rang | Équipe       | Point | J | G | P | PP | PC | Ratio | SP | SC | Ratio |
| 1    | Corée du Sud | 6     | 3 | 3 | 0 | 9  | 2  | 4,500 |    |    | 1.459 |
| 2    | États-Unis   | 5     | 3 | 2 | 1 | 7  | 5  | 1,400 |    |    | 0.974 |
| 3    | Pérou        | 4     | 3 | 1 | 2 | 5  | 7  | 0,714 |    |    | 0.933 |
| 4    | Pays-Bas     | 3     | 3 | 0 | 3 | 2  | 9  | 0,222 |    |    | 0.755 |

## Classement tour préliminaire
| No  | Équipe         | Points | Matches | Matches | Matches | Sets | Sets   | Sets  | Points | Points | Points |
| No  | Équipe         | Points | joués   | gagnés  | perdus  | pour | contre | Ratio | pour   | contre | Ratio  |
| --- | -------------- | ------ | ------- | ------- | ------- | ---- | ------ | ----- | ------ | ------ | ------ |
| 1.  | Cuba           | 18     | 9       | 9       | 0       | 27   | 4      | 6,750 |        |        |        |
| 2.  | Japon          | 17     | 9       | 8       | 1       | 24   | 12     | 2,000 |        |        |        |
| 3.  | Brésil         | 16     | 9       | 7       | 2       | 25   | 8      | 3,125 |        |        |        |
| 4.  | Corée du Sud   | 16     | 9       | 7       | 2       | 24   | 9      | 2,666 |        |        |        |
| 5.  | États-Unis     | 16     | 9       | 7       | 2       | 24   | 12     | 2,000 |        |        |        |
| 6.  | Chine          | 15     | 9       | 6       | 3       | 21   | 10     | 2,100 |        |        |        |
| 7.  | Russie         | 13     | 9       | 4       | 5       | 19   | 20     | 0,950 |        |        |        |
| 8.  | Italie         | 11     | 9       | 2       | 7       | 12   | 22     | 0,545 |        |        |        |
| 9.  | Pays-Bas       | 11     | 9       | 2       | 7       | 8    | 22     | 0,363 |        |        |        |
| 10. | Allemagne      | 10     | 9       | 1       | 8       | 5    | 25     | 0,200 |        |        |        |
| 11. | Pérou          | 10     | 9       | 1       | 8       | 5    | 25     | 0,200 |        |        |        |
| 12. | Taipei chinois | 9      | 9       | 0       | 9       | 2    | 27     | 0,074 |        |        |        |

## Phase Finale

### Classement Final
| No | Équipe | Points | Matches | Matches | Sets | Sets   | Sets  | Points | Points | Points |
| No | Équipe | Points | gagnés  | perdus  | pour | contre | Ratio | pour   | contre | Ratio  |
| -- | ------ | ------ | ------- | ------- | ---- | ------ | ----- | ------ | ------ | ------ |
| 1  | Brésil | 3      | 3       | 0       | 9    | 4      | 2.250 | 180    | 143    | 1.259  |
| 2  | Cuba   | 3      | 2       | 1       | 8    | 3      | 2.666 | 158    | 113    | 1.398  |
| 3  | Chine  | 3      | 1       | 2       | 4    | 6      | 0.666 | 112    | 143    | 0.783  |
| 4  | Japon  | 3      | 0       | 3       | 1    | 9      | 0.111 | 99     | 150    | 0.660  |

## Distinctions individuelles
- MVP : Fernanda Venturini
- Meilleure Attaquante : Mireya Luis
- Meilleure Contreuse : Márcia Fu
- Meilleure Serveuse : Lilia Izquierdo
- Meilleure Passeuse : Fernanda Venturini
- Meilleure Réceptionneuse : Cui Yongmei
- Meilleure Défenseur : Hilma Caldeira

## Tableau final
| Place              | Équipe       |
| ------------------ | ------------ |
| Médaille d'or      | Brésil       |
| Médaille d'argent  | Cuba         |
| Médaille de bronze | Chine        |
| 4                  | Japon        |
| 5                  | Corée du Sud |
| 6                  | États-Unis   |
| 7                  | Russie       |
| 8                  | Italie       |
| 9                  | Pays-Bas     |
| 10                 | Allemagne    |
| 11                 | Pérou        |
| 12                 | Taïwan       |